# ويليام سبيد
ويليام سبيد (بالإنجليزية: William Spade)‏ هو محامي أمريكي، ولد في 12 سبتمبر 1962.

## وصلات خارجية
- الموقع الرسمي